# Альвард, Герберт
Герберт Альвард (нем. Herbert Alward) — фигурист из Австрии, бронзовый призёр чемпионата мира 1938 года, бронзовый призёр чемпионата Европы 1938 года, серебряный призёр чемпионата Австрии* 1939 года в мужском одиночном катании.

## Спортивные достижения

### Мужчины
| Соревнования/Сезоны | 1936 | 1937 | 1938 | 1939 |
| ------------------- | ---- | ---- | ---- | ---- |
| Чемпионаты мира     | 9    | 4    | 3    | 5    |
| Чемпионаты Европы   |      | 5    | 3    |      |
| Чемпионаты Австрии  |      |      |      | 2    |

- * проводился чемпионат «Ostmark» вместо чемпионата Австрии